# Lutzomyia aquilonius
Lutzomyia aquilonius is een muggensoort uit de familie van de glansmuggen (Psychodidae). De wetenschappelijke naam van de soort is voor het eerst geldig gepubliceerd in 1962 door Fairchild and Harwood.